# 大丸百貨煤氣爆炸案

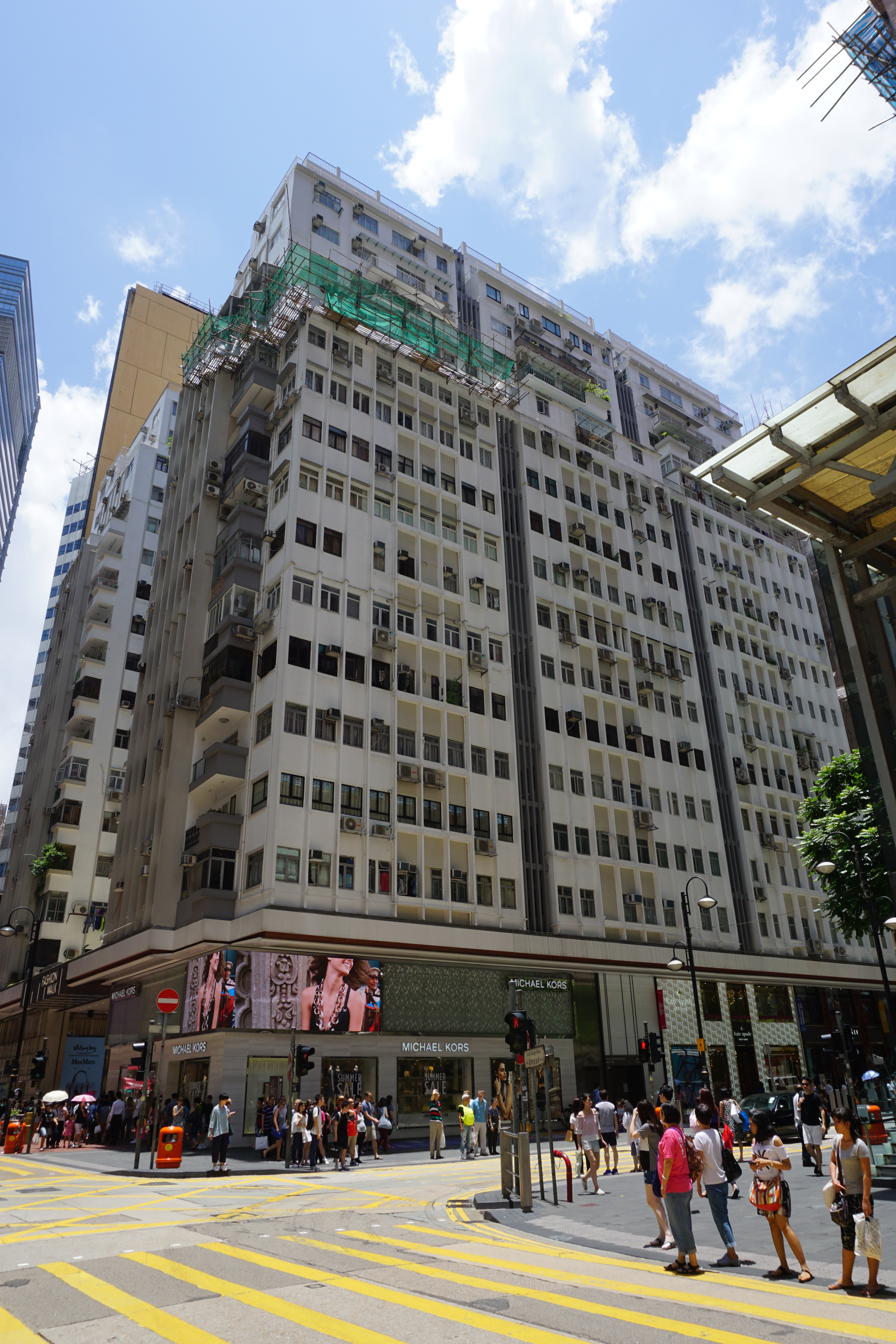
事發的華登大廈

大丸百貨煤氣爆炸案是一場發生在1972年10月14日香港銅鑼灣記利佐治街與百德新街交界大丸左側的一個樓梯間發生的爆炸事故。
事件發生在下午2時53分左右，事發前消防接報百德新街二十七號地下發生一場小火，二輛消防車及一輛救護車到場，當時有二、三百人圍觀，突然華登大廈地下一個士多房煤氣管漏煤氣，士多房旁邊的電表房因累積的煤氣點燃發生煤氣爆炸，波及一牆之隔的大丸百貨化妝品部，當場造成兩死二百餘傷大慘劇，兩死者一名為消防員王傍旺，另一為大丸女收銀員黃慧秀。
受事件影響，大丸百貨公司在10月19日局部恢復營業。